# Portal de Paños

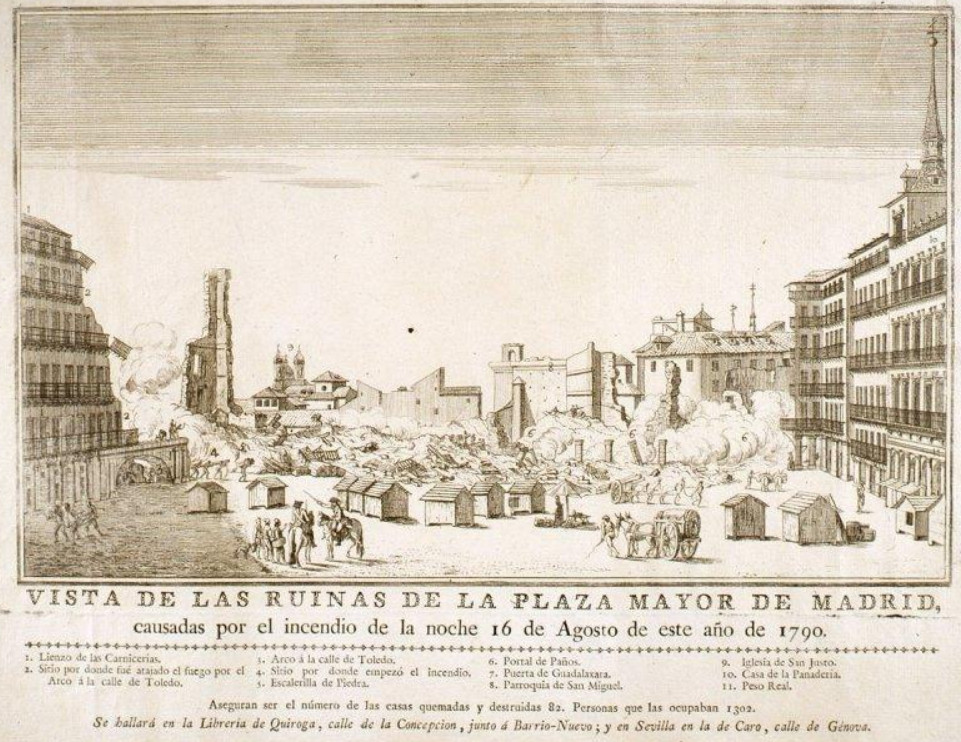
Lámina sobre el incendio en la Plaza Mayor la noche del 16 de agosto de 1790.

El Portal de Paños estuvo en la Plaza Mayor de Madrid, en el lado opuesto a la Casa de la Panadería, entre el arco de la calle de Toledo y la escalera de piedra que daba a los Cuchilleros. Fue espacio habitual frente al que se celebraban las ejecuciones con garrote vil. En 1790 fue el foco del que partió un gran incendio que afectó a gran parte de los edificios de la plaza y aledaños, destruyendo un tercio de su perímetro.

## Historia
El 16 de agosto de 1790 tuvo lugar un incendio en la Plaza Mayor de Madrid, narrado en estos términos en el Memorial literario instructivo y curioso de la Corte de Madrid:

En la noche del 16 de Agosto como a hora de las 11, en el portal de paños, entre el arco de la calle de Toledo y la escalerilla de piedra que daba a los Cuchilleros, en el fondo de la habitación y tienda de un Mercader se manifestó un grande incendio. Al principio se percibió una espesa humareda que lo indicaba, y acudiendo gente al aviso, abiertas con trabajo las grandes puertas de la referida tienda, en un instante, tomando ventilación, salieron multitud de llamas con tanta velocidad, que alcanzando a los cajones de la Plaza que estaban enfrente de los portales los incendió, y al mismo tiempo tirando hacia arriba por los pavimentos y techos de la misma casa en breve ardió de alto á bajo. Fue con igualdad, pero con rapidez comunicándose por las habitaciones de los costados y centro, y deteniéndose algo sobre las de encima del arco de la calle de Toledo, por encontrar fabrica de ladrillo en mucha parte, pudo prevenirse mejor el corte por  aquel sitio; pero siguiendo el otro lienzo de la escalerilla de piedra y portal de paños hacia el de Guadalajara con la mayor rapidez, abrasó hasta la esquina da éste; quedando el espacio corrido hasta allí arruinado en el discurso de la noche. Al mismo tiempo como dominaban los edificios incendiados á la Cava de San Miguel, las llamas altas y esparcidas y las ruinas incendiadas del portal de paños, pegaron fuego á las casas inmediatas comunicándose en breve á la Iglesia de dicho Santo, cuyo techo y media naranja ardió con velocidad arruinándose esta: de aquí se comunicó á las casas accesorias del Conde de Miranda y el de Barajas; pero en esta última cebó más. Fue todo tan voraz y con tanta celeridad que á las seis de la mañana ya no había vestigios del lienzo de la Plaza desde el arco de la calle de Toledo hasta la fachada don de principiaba el de Guadalajara, de este lienzo ó portal ardió en los días 17 y 18 casi la mitad; siendo la otra mitad despojo de los picos en la mayor parte para anticipar el corte, y á fin de evitar que prendiese en la acera del frente ó siguiese á la Platería. Igualmente se anticipó otro corte hacia la carnecería, que cesó pronto, porque no amenazaba mucho peligro, y daba lugar á refrescar las paredes de lo que ya estaba recalentado, y otro en el portal de paños de la calle de Toledo, que se hizo á prevención por si pasaba de las casas del Marques de Tolosa donde se hallaba muy radicado...

Mesonero Romanos resume la tragedia con esta evaluación de daños: «Todo el lienzo que unía a Oriente y parte del arco de Toledo desaparecieron completamente, y y las desgracias y las pérdidas fueron imposibles de calcular». El mismo Mesonero anota a continuación que tales desgracias trajeron las magníficas reformas de la reconstrucción emprendida por Juan de Villanueva, y que no concluirían hasta 1853.